# Izvestiya Turkmenskogo Filiala Akademii Nauk S.S.S.R.
Izvestiya Turkmenskogo Filiala Akademii Nauk S.S.S.R. (abreviado Izv. Turkmensk.   Fil. Akad. Nauk S.S.S.R.) fue una revista científica con ilustraciones y descripciones botánicas que fue publicada en Ashkhabad en los años 1944-46 a 1948-1951. Fue reemplazada por Izvestiya Akademiya Nauk turkmenskoi S.S.R..